# La grande corsa (romanzo)
La grande corsa è un libro per ragazzi scritto da Luca Azzolini e illustrato da Chiara Baglioni, pubblicato da Einaudi Ragazzi nel 2019. Si ispira alla prima edizione della Mille Miglia del 1927.

## Trama
Dino e Lidia sono due bambini nel Regno d'Italia del 1927. Fratello e sorella, di dieci e otto anni, sono appassionati di automobili e corse. È una passione che hanno ereditato da papà Enrico, un mago dei motori che nella sua officina sa fare delle vere e proprie meraviglie. Dino e Lidia non sono però da meno e hanno la meccanica nel cuore, la benzina che scorre nelle vene e mille ingranaggi che fanno scintille in testa. E hanno un sogno: partecipare, almeno una volta nella vita, a una vera corsa d’automobili.
È il 1927 e su tutto il Regno d’Italia si stende l’ombra lunga e nera del fascismo. Sono però anche i tempi della prima Mille Miglia (e il romanzo s’ispira proprio alla storica corsa automobilistica nota a tutti per la definizione che ne diede Enzo Ferrari: “È la corsa più bella del mondo”). I due, assieme al cane Nivola, si intrufolano nel bagagliaio della macchina del padre Enrico e partecipano alla corsa. Durante la corsa Achille Rovi li sabota molte volte ma la loro solidarietà non lo fa vincere.
Fra mille avventure buffe e comiche, e incontri inaspettati con altre vetture e i loro piloti (fra cui anche il grande campione Tazio Nuvolari), alla fine arrivano sesti ma imparano che la vittoria non è la cosa più importante.

## Edizioni
- Luca Azzolini, La Grande Corsa, Einaudi Ragazzi, 2019,  pp. 160, ISBN 9788866565468.